# Phyllanthus megapodus
Phyllanthus megapodus är en emblikaväxtart som beskrevs av Grady Linder Webster. Phyllanthus megapodus ingår i släktet Phyllanthus och familjen emblikaväxter. Inga underarter finns listade i Catalogue of Life.